# Gynoplistia (Gynoplistia) dixantha
Gynoplistia (Gynoplistia) dixantha is een tweevleugelige uit de familie steltmuggen (Limoniidae). De soort komt voor in het Australaziatisch gebied.